# Gołębowo
Gołębowo – wieś sołecka w Polsce położona w województwie wielkopolskim, w powiecie obornickim, w gminie Oborniki.

## Historia
Wieś związana była pierwotnie z Wielkopolską. Ma metrykę średniowieczną i istnieje co najmniej od drugiej połowy XV wieku. Wymieniona została w łacińskim dokumencie z 1485 jako "Golambkowo", 1494 "Golabyowo, Golabowo", 1496 "Golambowo", 1498 "Golabyno", 1563 "Goląmbow".
Miejscowość była wsią szlachecką należącą początkowo do rodu Gołaskich, którzy od nazwy sąsiedniej wsi Gołaszyn przyjęli odmiejscowe nazwisko, a później także do Worowskich i Ocieskich. W 1485 leżała w powiecie poznańskim Korony Królestwa Polskiego. W 1508 należała do parafii św. Ducha koło Obornik (w Starej Wsi koło Obornik).
Archiwalne dokumenty historyczne odnotowały informacje o wsi. W 1485 Szczepan z Gołaszyna zapisał swojej żonie Dorocie po 200 kop groszy posagu na częściach majątku w Gołaszynie i Gołębowie. W 1494 zapisał drugiej żonie Annie córce zmarłego Ludgerza wójta w Obornikach po 150 grzywien posagu i wiana na połowie swych części w Tworkowie, Gołaszynie i Gołebowie. W tym roku Feliks Gołaski, brat Szczepana, sprzedał swojemu bratu Sędziwojowi 1/6 Gołaszyna oraz 1/3 Gołębowa za 100 grzywien. W 1495 Sędziwój Gołaski zapisał swojej żonie Annie po 400 grzywien posagu oraz wiana na częściach w Popowie Kościelnym w powiecie gnieźnieńskim, na 1/4 Gołaszyna i na 1/4 Gołębowa. Zapisał także plebanowi w Zajączkowie Maciejowi Staręskiemu czynsz roczny w wysokości 5 grzywien z Gołaszyna oraz połowę Gołębowa z prawem wykupu za 60 grzywien. W 1496 Sędziwój i Szczepan z Gołaszyna sprzedali Stanisławowi Worowskiemu Gołębowo za 250 grzywien i zobowiązali się uwolnić je od roszczeń innych osób. W 1497 Stanisław Worowski zapisał żonie Barbarze córce zmarłego Jana Wilkowskiego po 50 kóp groszy posagu oraz wiana na połowie Gołębowa, a także zapisał Dorocie Łoskuńskiej, zakonnicy z Owińsk, siostrze swej żony Barbary, czynsz roczny w wysokości jednej grzywny z prawem wykupu za 12 grzywien. W 1536 Piotr Ocieski zapisał żonie Katarzynie córce zmarłego Mikołaja Trzebieńskiego po 600 florenów polskich posagu i wiana na połowach wsi Ocieszyn i Gołębowo.
Miejscowość odnotowano również w historycznych rejestrach poborowych dzięki czemu zachował się obraz miejscowości z przełomu XV i XVI wieku. W 1498 wieś nie zapłaciła poboru. W latach 1508-1580 pobrano podatki z Gołębowa: w 1508 i 1563 z jednego łana, a w 1510 z jednego półłanka. Wskutek II rozbioru Polski w 1793, miejscowość przeszła pod władanie Prus i jak cała Wielkopolska znalazła się w zaborze pruskim.
We wsi znajdują się pozostałości zespołu dworskiego: dwór murowany Chorzemskich z początków XIX wieku (przebudowany w 1921, renowatorem był Andrzej Degórski), park krajobrazowy z 1. połowy XIX wieku, obora, stodoła, budynek mieszkalny, kuźnia i brama. Sam dwór ozdobiony ryzalitem w wielkim porządku, monogramem JCH i datą 1921. Od strony ogrodowej napis na portyku, zgodny z wielkopolskim etosem pracy organicznej: Wiara i praca to nasza moc.
Początkowo Gołębowo stanowiło część majątku w Ocieszynie, a potem się uniezależniło. W 1926 dobra liczyły 341 ha.
W latach 1975–1998 miejscowość administracyjnie należała do województwa poznańskiego.